# Princesa Oliveros
Princesa Oliveros (María Princesa Oliveros Bohórquez; * 10. August 1975) ist eine kolumbianische Hürdenläuferin.
Bei den Leichtathletik-Südamerikameisterschaften gewann sie 1999 in Bogotá Bronze über 100 m Hürden und 400 m Hürden und 2001 in Manaus Silber über 400 m Hürden.
2002 errang sie bei den Zentralamerika- und Karibikspielen in Silber über 100 m Hürden und Bronze über 400 m Hürden. Im Jahr darauf holte sie bei den Südamerikameisterschaften 2003 jeweils Bronze über 100 m Hürden und 400 m Hürden. 2005 folgte bei den Südamerikameisterschaften in Cali eine Silbermedaille über 100 m Hürden.
Über 400 m Hürden gewann sie bei den Leichtathletik-Zentralamerika- und Karibikmeisterschaften 2008 Silber, bei den Südamerikameisterschaften 2009 Bronze. 2011 folgte einer Silbermedaille bei den Südamerikameisterschaften in Buenos Aires Gold bei den Panamerikanischen Spielen in Guadalajara.
Mehrmals kam sie mit der kolumbianischen Mannschaft in der 4-mal-400-Meter-Staffel aufs Treppchen: Bei den Südamerikameisterschaften 2006 in Tunja und 2011 in Buenos Aires gab es Silber, bei den Panamerikanischen Spielen 2011 Bronze.

## Persönliche Bestzeiten
- 100 m Hürden: 13,41 s, 30. April 2011, Medellín
- 400 m Hürden: 56,26 s, 26. Oktober 2011, Guadalajara
- 400 m: 54,07 s, 24. Juni 2006, Medellín